# CJR
CJR (wcześniej Coboy Junior) – indonezyjski boysband założony w 2011 roku.
Pierwotnie w składzie zespołu znaleźli się: Teuku Rizky Muhammad (Kiki), Bastian Bintang Simbolon (Bastian), Iqbaal Dhiafakhri Ramadhan (Iqbaal), Alvaro Maldini Siregar (Aldy). W lutym 2014 r. grupę opuścił Bastian Bintang Simbolon, a zespół zmienił swoją nazwę na CJR.
Do znanych utworów CJR należy m.in. ich pierwszy singiel – „Kamu”. Na kanwie popularności boysbandu nakręcono film pt. Coboy Junior: The Movie.
Grupa została rozwiązana w 2017 roku.

## Dyskografia
Albumy
- 2013: CJR[8]
- 2015: Lebih Baik[9]